# Hosman, Sibiu
Hosman, mai demult Hozman (în dialectul săsesc Hultsmänjen, Hűltsmanjen, Hultsmońen, în germană Holzmengen, Holzmannthal, iar în maghiară Holcmány), este un sat în comuna Nocrich din județul Sibiu, Transilvania, România.
Aparține de comuna Nocrich. În documentele vechi, localitatea este numită când  Holzmenia (1319), când Holzmengen (1479), când Holczmang (1494), nume care ar putea veni de la holz (= lemn) și mangi (= mulțime), adică o grămadă de lemne.

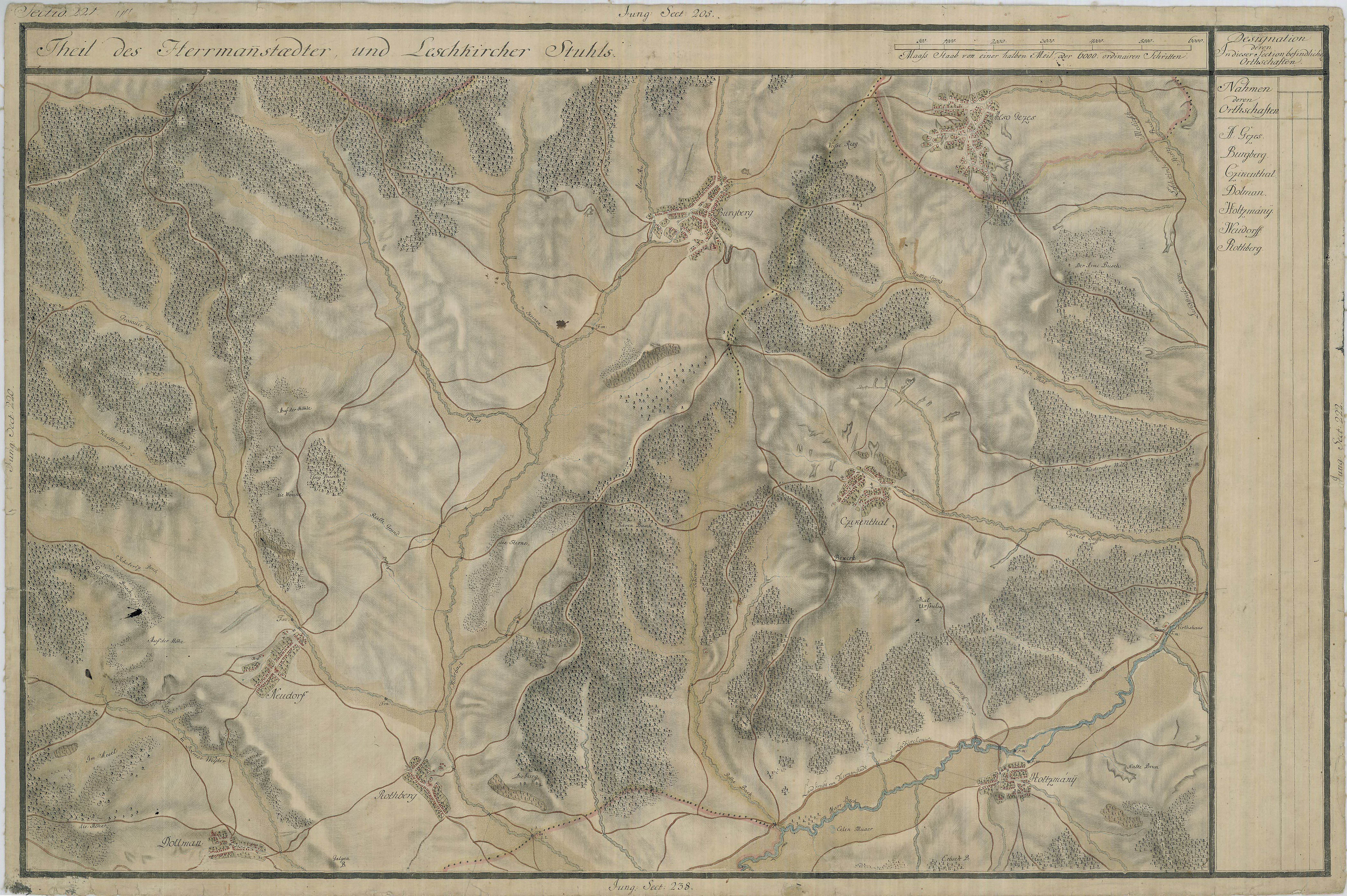
Hosman în Harta Iosefină a Transilvaniei, 1769-1773

## Biserica
Fortificația a fost ridicată la poalele dealului și înconjura o biserică romanică construită în jurul anului 1270. La început avea trei nave, o absidă  a altarului  și o  clopotniță  cu cinci niveluri. Portalul romanic târziu are o decorație asemănătoare celor de la Avrig, Săcădate și Toarcla, toate influențate de șantierul Catedralei din Alba Iulia, unde veneau meșteri pietrari germani sau austrieci.

## Fortificatia
Biserica este înconjurată cu două incinte  de ziduri. Turnul-poartă, înalt de trei niveluri și apărat de o hersă, este situat în nord-vest, în zona în care se întâlnesc zidurile celor două incinte.  

## Monumente istorice
- Biserica evanghelică fortificată din Hosman

## Obiective memoriale
În cimitirul eroilor germani din Primul Război Mondial, amplasat pe Dealul Feciorilor și amenajat în 1918, sunt înhumați 30 de militari germani. 

## Galerie imagini

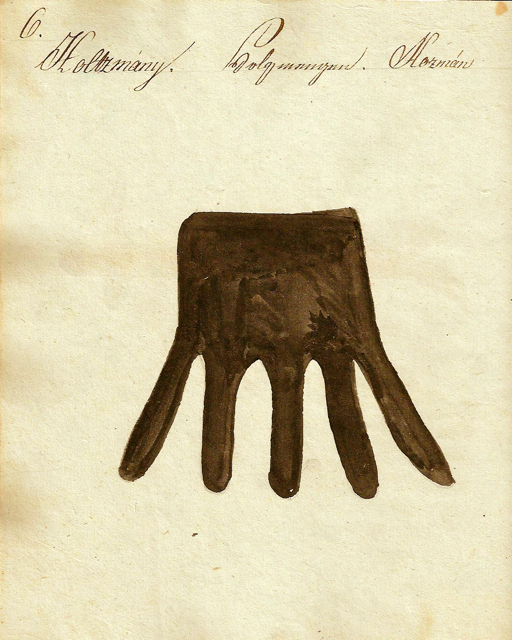
1826 - Danga pentru vitele din Hosman
Biserica romano-catolică
Râul Hârtibaciu
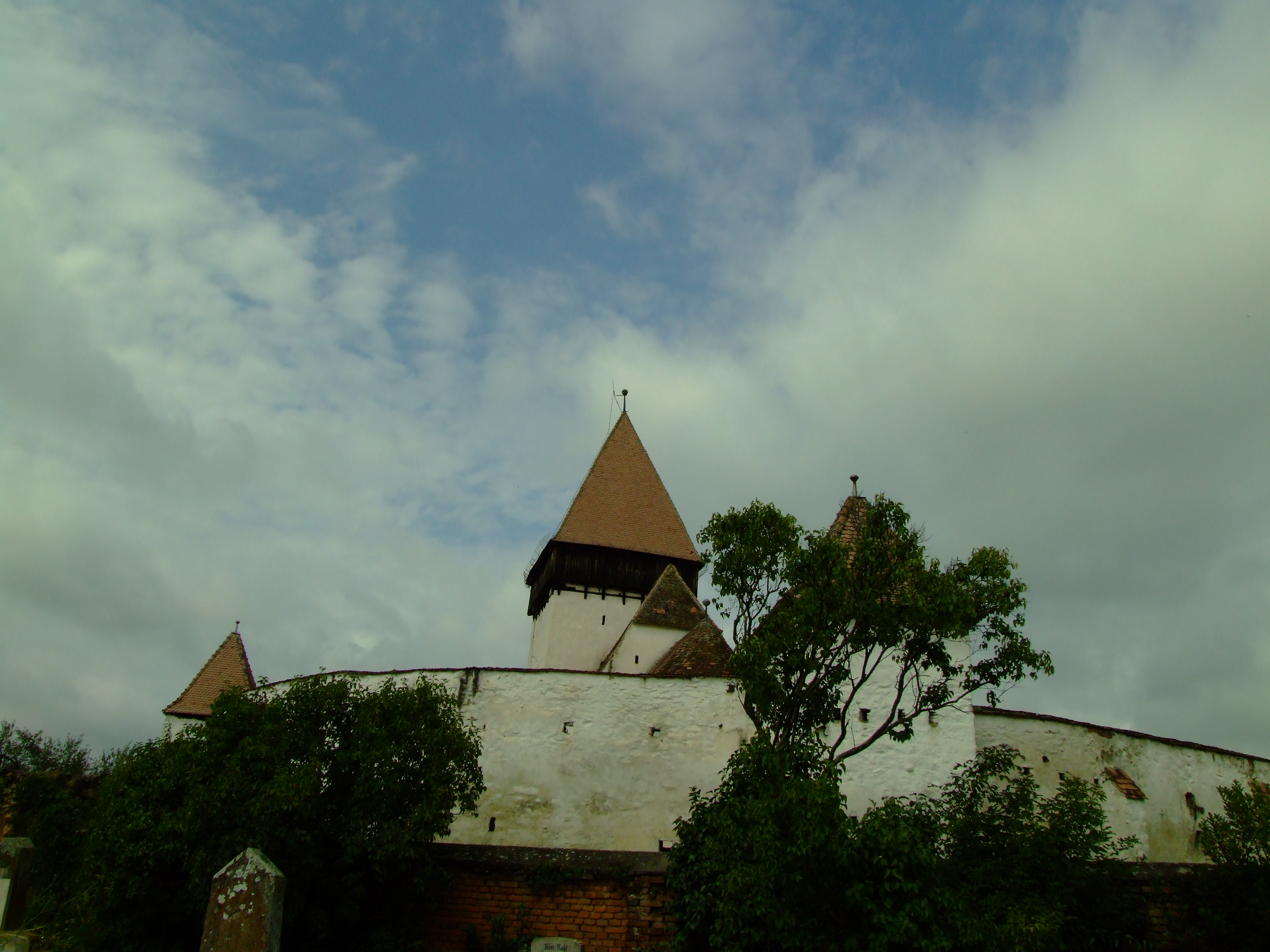
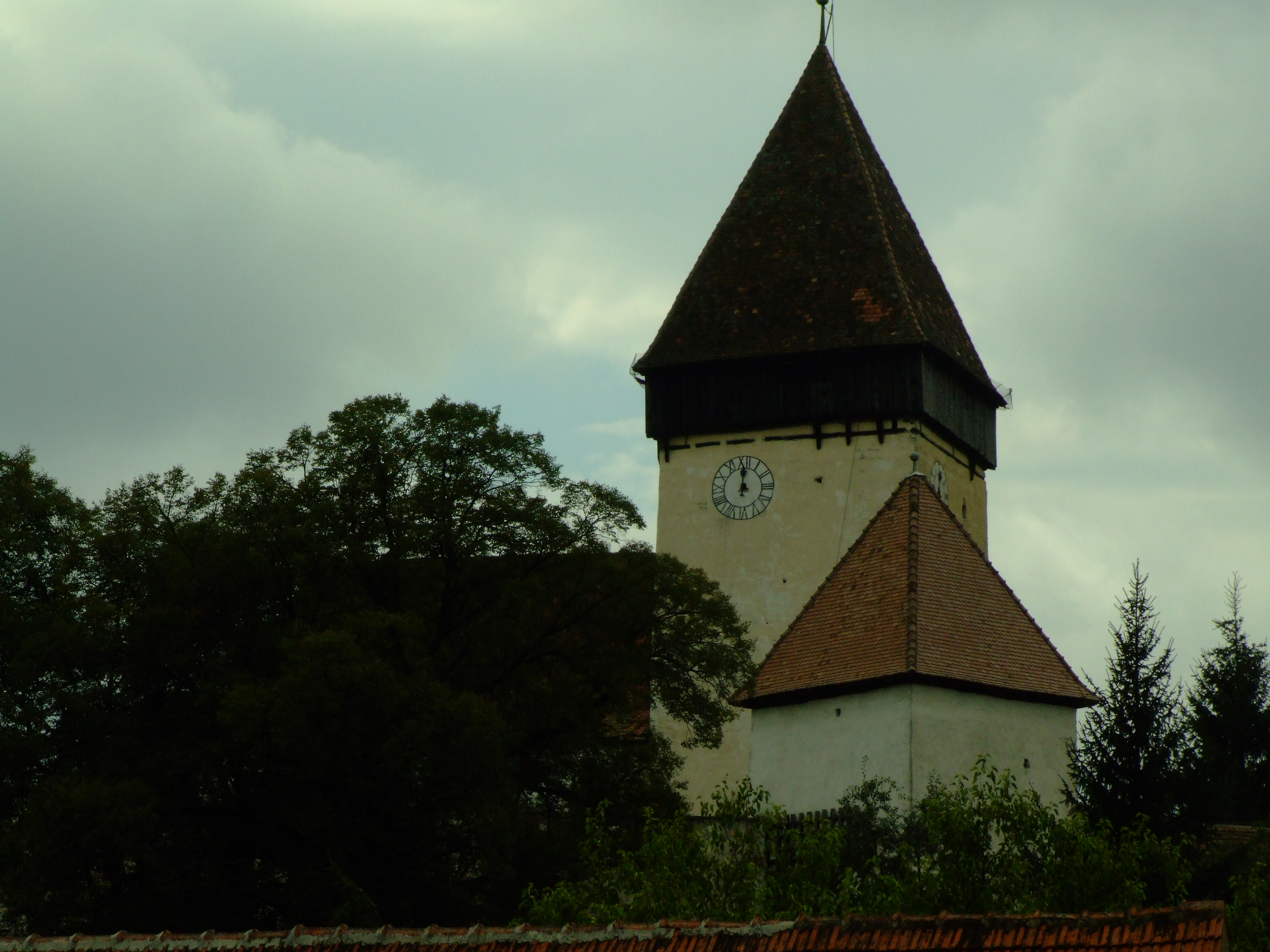
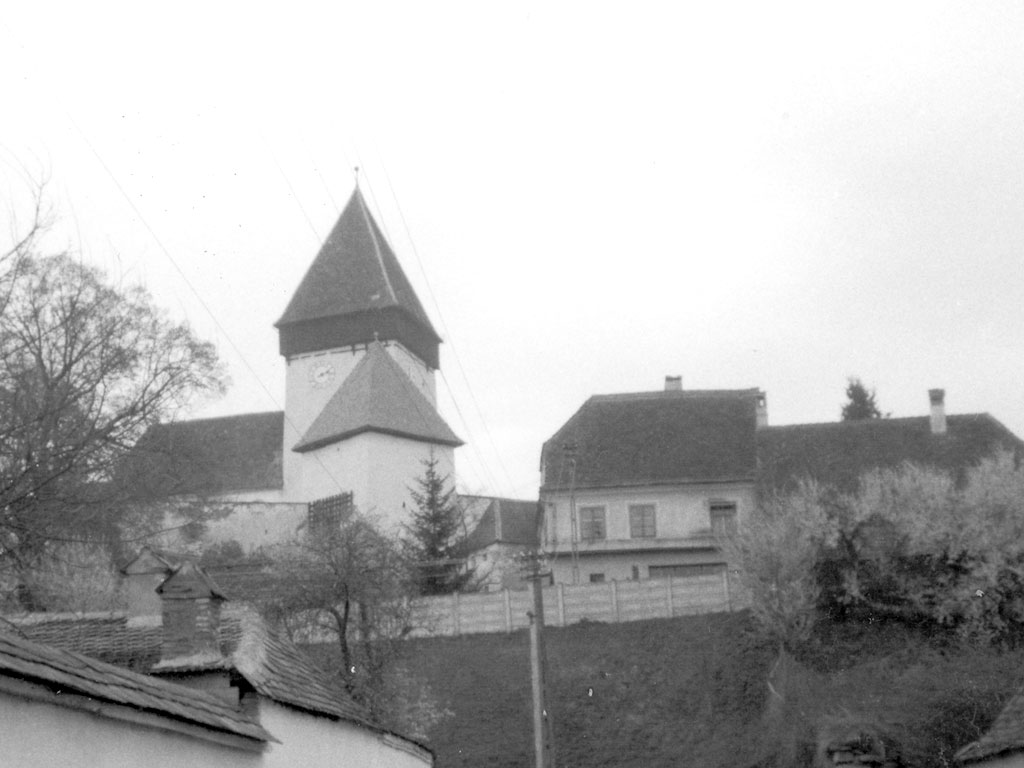